# Urolophus viridis
The greenback stingaree (Urolophus viridis) là một loài cá trong họ Urolophidae, đặc hữu của vùng ngoài thềm lục địa và sườn lục địa của Úc. Kích thước con trưởng thành là 51 cm (20 in).